# Капан-Бониту (микрорегион)

Капан-Бониту на карте.

Капан-Бониту (порт. Microrregião de Capão Bonito) — микрорегион в Бразилии, входит в штат Сан-Паулу. Составная часть мезорегиона Итапетининга. 
Население составляет 	135 067	 человек (на 2010 год). Площадь — 	6 536,691	 км². Плотность населения — 	20,66	 чел./км².

## Демография
Согласно сведениям, собранным в ходе переписи 2010 г. Национальным институтом географии и статистики (IBGE), население микрорегиона составляет:						
| Полное население                             | Полное население                             | Полное население                             | Полное население                             | 135 067 |
| -------------------------------------------- | -------------------------------------------- | -------------------------------------------- | -------------------------------------------- | ------- |
| в том числе:                                 | Городское население                          | 83 745                                       | Процент городского населения, %              | 62,00   |
|                                              | Сельское население                           | 51 322                                       | Процент сельского населения, %               | 38,00   |
|                                              | Мужское население                            | 68 315                                       | Процент мужского населения, %                | 50,58   |
|                                              | Женское население                            | 66 752                                       | Процент женского населения, %                | 49,42   |
| Плотность населения, чел/км²                 | Плотность населения, чел/км²                 | Плотность населения, чел/км²                 | Плотность населения, чел/км²                 | 20,66   |
| Население микрорегиона в % к населению штата | Население микрорегиона в % к населению штата | Население микрорегиона в % к населению штата | Население микрорегиона в % к населению штата | 0,33    |

## Статистика
- Валовой внутренний продукт на 2003 составляет 884 745 138,00 реалов (данные: Бразильский институт географии и статистики).
- Валовой внутренний продукт на душу населения на 2003 составляет 6170,45 реалов (данные: Бразильский институт географии и статистики).
- Индекс развития человеческого потенциала на 2000 составляет 0,697 (данные: Программа развития ООН).

## Состав микрорегиона
В составе микрорегиона включены следующие муниципалитеты:
1. Апиаи
2. Барра-ду-Шапеу
3. Капан-Бониту
4. Гуапиара
5. Ипоранга
6. Итаока
7. Рибейра
8. Рибейран-Бранку
9. Рибейран-Гранди